# Au nom de la vengeance
Au nom de la vengeance (La Venganza de las Juanas) est une série télévisée dramatique mexicaine en 18 épisodes d'environ 39 minutes réalisée par Jimena Romero et mise en ligne le 6 octobre 2021 sur la plateforme Netflix.

## Synopsis
Cinq femmes avec la même tache de naissance décident de faire la lumière sur leur passé et découvrent un tissu de mensonges élaboré par un politicien puissant. Originaires de villes et de milieux sociaux différents, ces femmes, qui portent le même prénom, voient leurs vies  bouleversées lorsqu'elles s'aperçoivent qu'elles sont liées entre elles. Elles décident d'unir leurs forces pour découvrir la vérité sur cette mystérieuse tache de naissance qu'elles ont en commun, leurs parents respectifs ne répondant pas à leurs questionnements.

## Réalisation et contexte
Reprenant la telenovela colombienne Las Juanas, créée en 1997 par Bernardo Romarin Pereiro,, cette série est scénarisée par Jimena Romero et Alejandro Reyes.
La réalisatrice de la série, Jimena Romero, est la fille de Bernardo Romarin Pereiro, le créateur de la série originale. Lors d'un entretien, elle explique que « c’est une histoire de 1997. Quand mon père l’a écrit, son idée était d’en faire une histoire très légère, un peu de comédie. C’était un homme très féministe et ses histoires avaient toujours des personnages féminins très forts ». Un des acteurs de la série, Carlos Ponce, incarne símon marroquin, précise que si la série s'inspire de la précédente, elle s'en démarque également, car « bien que le centre de l’intrigue soit le même, le contexte et le reste des histoires sont totalement différents ».
Les rôles principaux sont confiés à Zuria Vega, Renata Notni, Oka Giner, Juanita Arias et Sofia Engberg, ainsi que Carlos Ponce.
Cette série a fait l'objet d'une précédente adaptation mexicaine, en 2018, sous le titre Hijas de la luna.

## Fiche technique
Sauf indication contraire, les informations mentionnées dans cette section peuvent être confirmées par la base de données cinématographiques IMDb,  présente dans la section « Liens externes ».
- Titre francophone : Au nom de la vengeance
- Titre original : La Venganza de las Juanas
- Réalisation :
- Scénario : Jimena Romero et Alejandro Reyes
- Musique : Michael Penn
- Production : Netflix
- Distribution: Netflix
- Pays d'origine : Mexique
- Langue originale : espagnol
- Format : couleur
- Genres : drame
- Durée des épisodes : entre 33 et 48 minutes
- Durée totale :
- Date de première diffusion : 6 octobre 2021 sur Netflix

## Distribution

### Actrices principales
- Zuria Vega (VF : Claire Morin) : Juana Manuela Marroquín
- Renata Notni (VF : Alice Taurand) : Juana Valentina Marroquín
- Oka Giner (VF : Caroline Victoria) : Juana Caridad Marroquín
- Juanita Arias (es) (VF : Anaïs Delva) : Juana Matilde Marroquín
- Sofia Engberg (VF : Julia Boutteville) : Juana Bautista Marroquín

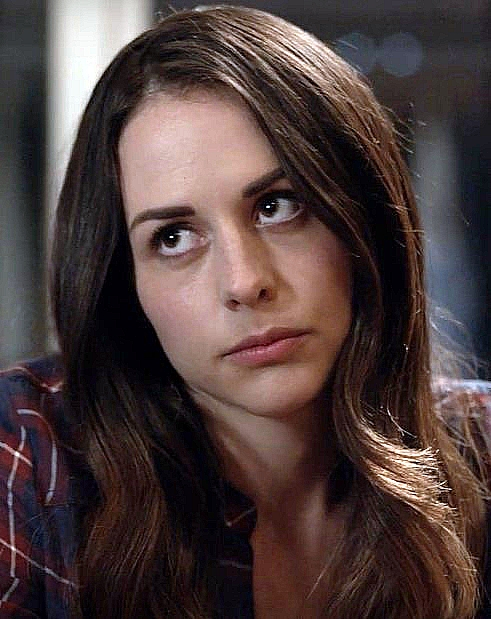
Zuria Vega
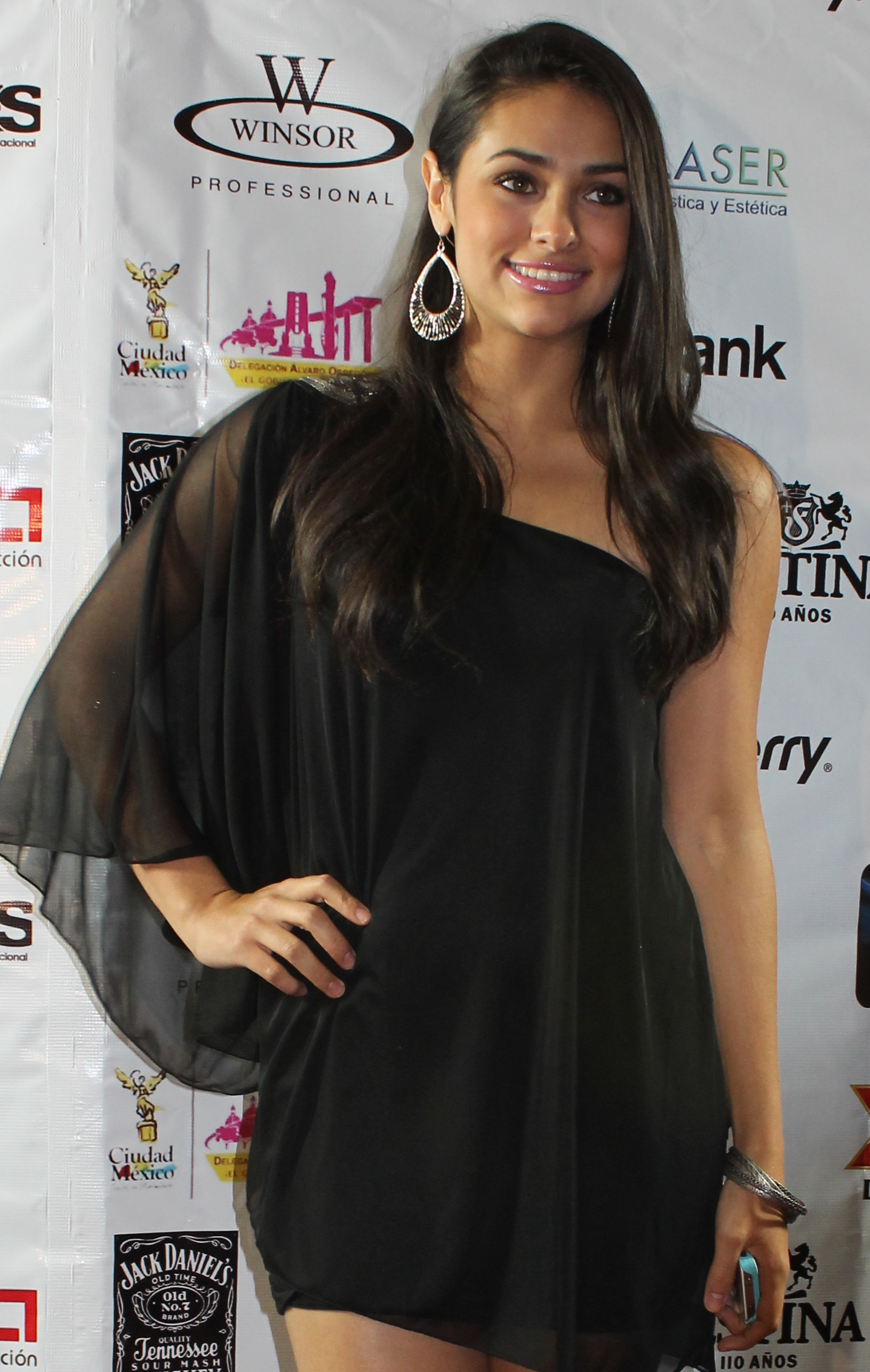
Renata Notni

### Acteurs secondaires
- Carlos Ponce (VF : Stefan Godin) : Simón Marroquín
  - Carlos Said (es) (VF : Stefan Godin) : Simón Marroquín (jeune)
- Fernando Becerril (es) (VF : Jean-Bernard Guillard) : Rogelio Marroquín
  - Antonio Denetro (VF : Thomas Roditi) : Rogelio Marroquín (jeune)
- Iván Amozurrutia (VF : Julien Rampon-Lamard) : Federico Marroquín
- Francisco Denis (es) (VF : Marc Saez) : Ignacio Marroquín
- Mauricio Isaac (VF : Igor Chometovski) : Víctor
- Verónica Merchant (es) (VF : Laurence Charpentier) : Susana Bravo
- Ana Ludyvina Velard (VF : Anne Massoteau) : Catalina Bravo
- Jorge Antonio Guerrero (es) (VF : Jean-Rémi Tichit) : Lorenzo
- Pablo Astiazaran (VF : Frédéric Jeannot) : Camilo
- Guillermo Zulueta (VF : Nicolas Helpiquet) : Jordi Valencia
- Ricardo Del Real Jaime (es) (VF : Frédéric Colasberna) : Daniel Roldán
- Harding Junior (VF : Pierre-Louis Bonnat) : Claudio Villa
- Pedro de Tavira (VF : Mathieu Buscatto) : Miguel Andrade
- Paulette Hernandez (es) (VF : Anne Tilloy) : Isabel
- Carlos Athié (es) (VF : Yann Sundberg) : Tomás
- Federico Espejo (es) (VF : Benjamin Brenière) : Pocho
- Daniel Gama (VF : Marc Maurille) : Gregorio
- Julio César Álvarez (VF : Emmanuel Fleury) : Hugo
- Amaya Blas (VF : Valérie Even) : Alice
- Carmen Madrid (es) : Carmela
- Pablo Bracho (VF : Antoine David-Calvet) : Godoy
- Christian Tappan (VF : Gilbert Levy) : Procureur Sánchez
- Mónica Jiménez (VF : Nabila Attmane) : Dr Salgado

 Source et légende : version française (VF) sur RS Doublage

## Épisodes
1. Répliques (Repliquas)
2. 98 %
3. Les Secrets sont éternels (Los Secretos no mueren)
4. Plan B
5. 30 jours (Treinta días)
6. Federico
7. Cauchemars (Pesadillas)
8. Un homme parfait (Un tipo perfecto)
9. Une autre fille (Otra hija)
10. Trop tard (Demasiado tarde)
11. Le Cadeau (El Regalo)
12. Frère et sœur et rien de plus (Hermanos y nada más que eso)
13. Subtilités (Sutilezas)
14. Un dangereux individu (Un tipo peligroso)
15. Trop tard (Demasiado tarde)
16. Le Colis (El Paquete)
17. Le Feu de camp (La Fogata)
18. Les Juana (Las Juanas)

## Accueil

### Public
En octobre 2021, sur le site Allociné, la série reçoit une note moyenne de 3.8 sur 5, par les spectateurs.